# Stazione di Berlino-Tegel
La stazione di Berlino-Tegel (in tedesco Berlin-Tegel) è una stazione ferroviaria di Berlino, sita nel quartiere di Tegel.
La stazione è posta sotto tutela monumentale (Denkmalschutz).

## Movimento
La stazione è servita dalla linea S 25 della S-Bahn.

## Interscambi
- Fermata metropolitana (Alt-Tegel, linea U 6)
- Fermata autobus